# 肖爾伍德 (明尼蘇達州)
肖爾伍德（英語：Shorewood）是一個位於美國明尼蘇達州亨內平縣的城市。

## 人口
根據2020年美國人口普查的數據，肖爾伍德的面積為21.12平方千米，當中陸地面積為13.75平方千米，而水域面積為0.37平方千米。當地共有人口7783人，而人口密度為每平方千米369人。